# Hermann Pernsteiner
Hermann Pernsteiner (Oberwart, 8 de julio de 1990) es un ciclista profesional austriaco que milita en el equipo ARBÖ Kärnten Sport Feld am See desde 2025.

## Palmarés
2017
- Tour de Azerbaiyán

2018
- Gran Premio de Lugano

## Resultados en Grandes Vueltas y Campeonatos del Mundo
| Carrera         | Carrera         | 2016 | 2017 | 2018 | 2019 | 2020 | 2021 | 2022 | 2023 | 2024 | 2025 |
| --------------- | --------------- | ---- | ---- | ---- | ---- | ---- | ---- | ---- | ---- | ---- | ---- |
|                 | Giro de Italia  | —    | —    | —    | —    | 10.º | —    | —    | —    | —    | —    |
|                 | Tour de Francia | —    | —    | —    | —    | —    | —    | —    | —    | —    | —    |
|                 | Vuelta a España | —    | —    | Ab.  | 15.º | —    | —    | —    | —    | —    | —    |
| Mundial en Ruta | Mundial en Ruta | —    | —    | —    | Ab.  | —    | —    | —    | —    | —    | —    |

—: no participa

Ab.: abandono

## Equipos
- Amplatz-BMC (2016-2017)[1]
- Bahrain[2] (2018-2023)
  - Bahrain Merida (2018-2019)
  - Team Bahrain McLaren (2020)
  - Team Bahrain Victorious (2021-2023)
- Team Felt Felbermayr (2024)
- ARBÖ Kärnten Sport Feld am See (2025)[3]